# Menjamel carunculat de Vanua Levu
El menjamel carunculat de Vanua Levu (Foulehaio taviunensis) és un ocell de la família dels melifàgids (Meliphagidae).

## Hàbitat i distribució
Habita boscos i matolls costaners de l'illa de Vanua Levu, a les Fiji.